# Публий Корнелий Сципион Емилиан Африкански
Вижте пояснителната страница за други личности с името Публий Корнелий Сципион.
Публий Корнелий Сципион Емилиан Африкански Нумантин (на латински: Publius Cornelius Scipio Aemilianus Africanus minor Numantinus; * 185 пр.н.е.; † 129 пр.н.е.), наричан Сципион Емилиан или „младият Сципион“ за различаване от стария Сципион Африкански, e по-малкият син на Луций Емилий Павел Македоник, завоевателя на Македония.
Произлиза от фамилията Емилии и е осиновен от клона Сципион на фамилията Корнелии,
от Публий Корнелий Сципион, най-възрастният син на Сципион Африкански и приема неговото име.
Сципион Емилиан се бие, когато е на 17 години при баща си Павел в битката при Пидна. През 151 пр.н.е. служи доброволно в Испания. През 149 пр.н.е. участва в Третата пуническа война като под-офицер.
През 147 пр.н.е. е избран за консул, макар че още не е на изискващата се възраст и поема главното командване. След едногодишни битки той завладява Картаген и по заповед на сената го унищожава до основните камъни. След връщането му в Рим получава тържествен триумф и името Африкански Млади (лат. Africanus minor).
През 142 пр.н.е. е избран за цензор. Три години по-късно, през 139 пр.н.е., е съден за предателство от Тиберий Клавдий Азел и смъкнат от поста му цензор.
През 134 пр.н.е. Сципион Емилиан е отново избран за консул. Той превзема през 133 пр.н.е. град Нуманция и получава името Numantinus. Рим става владетел на Иберийския полуостров.
Сципион Емилиан е женен от 151 пр.н.е. за Семпрония, сестрата на братята Гракхи и негова братовчедка (нейният чичо е осиновителя му Публий). През 129 пр.н.е. го намират умрял в леглото, в денят когато трябва да държи реч за Аграрния закон на Гракхите. Според Цицерон той е убит от Карбон, привърженик на Гракхите.